# Secma
Secma è una casa automobilistica francese.

## Storia

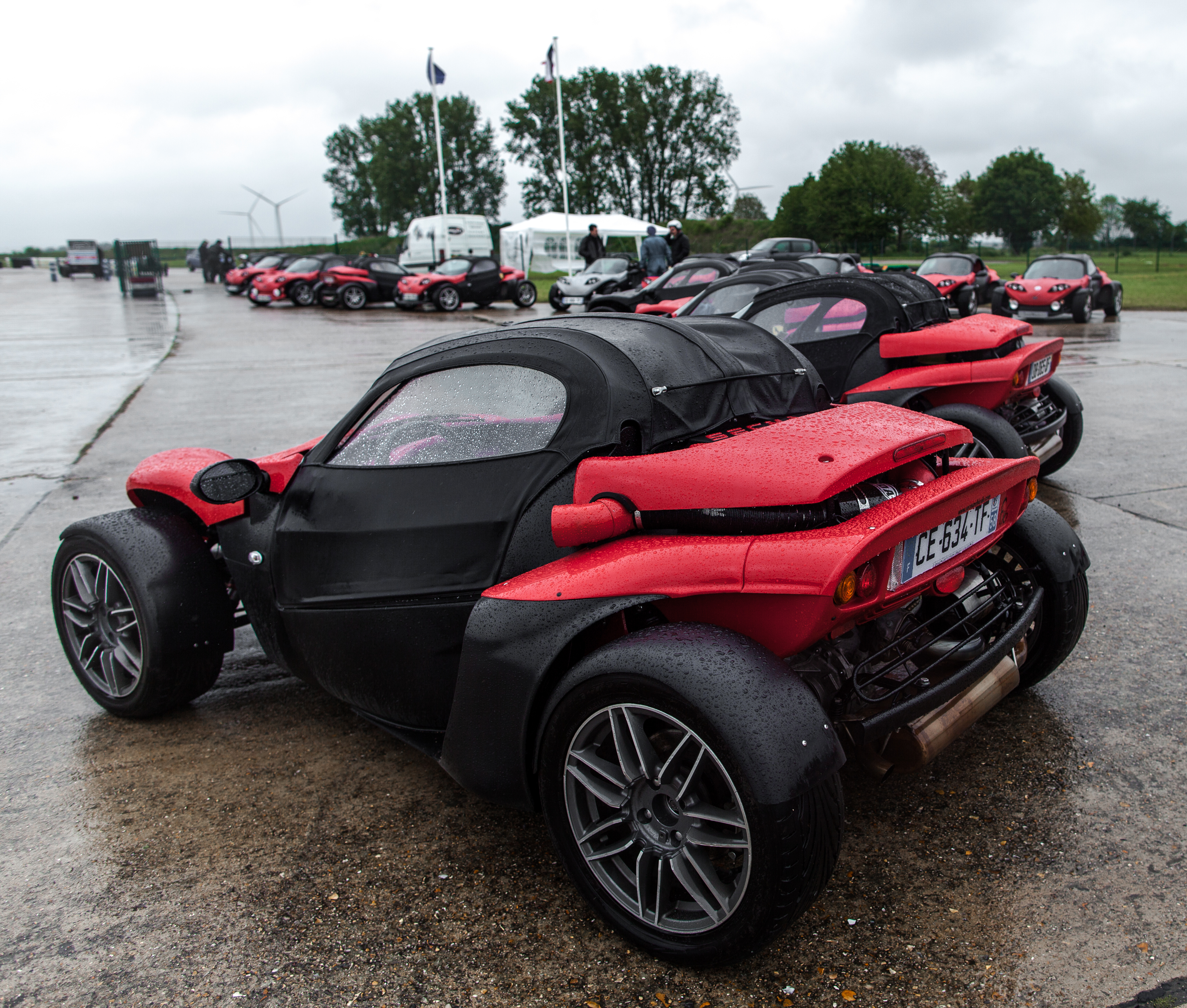
Secma F16 sul circuito di Clastres

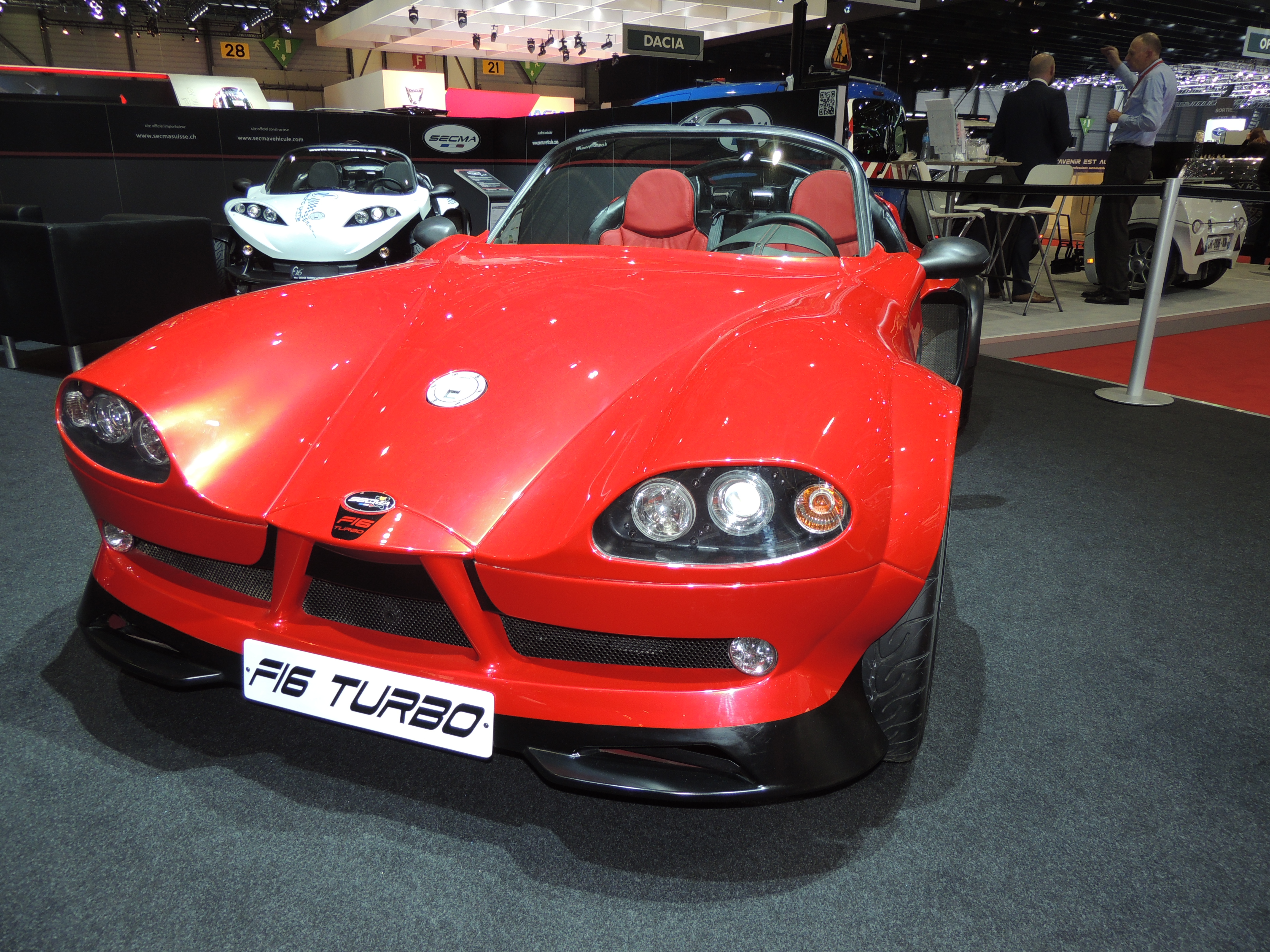
Secma F16 Turbo

L'azienda è stata fondata nel 1995 da Daniel Renard, già titolare dalla metà degli anni '70 di ERAD, costruttore francese di auto senza patente, ormai chiuso. La parola SECMA è l'acronimo di Société d'Étude de Construction Automobile che tradotto significa società per lo studio e la costruzione di automobili. La fabbrica sorge ad Aniche nel nord della Francia in uno spazio di 8.500 m2, deposito di un ex-vetreria. Produce piccoli veicoli come microcar, quad, mezzi per i turisti, mezzi da golf e veicoli speciali che in Francia vengono utilizzati dai vigili del fuoco. L'azienda è stata distrutta da un incendio nel maggio del 2009, dopo il quale si è trasferita in nuovi locali più moderni e funzionali
Nel 2012, accanto alla roadster Secma F16, venne lanciato il nuovo modello Fun Lander. Nel 2014 fu il turno della F16 EVO che riprendeva il concetto della F16 classica, equipaggiata però con un asse posteriore a quadrilatero regolabile, una barra stabilizzatrice anteriore e una cremagliera dello sterzo più diretta. Al Salone dell'Auto di Ginevra nel marzo 2016 venne presentata ufficialmente la Secma F16 Turbo. Nel 2017, SECMA presenta il Fun Buggy, un modello con maggiore altezza da terra e un look da buggy, basato sulla F16.
Il 2020 vede l'aggiornamento del modello Turbo, che beneficia del nuovo motore Peugeot PureTech che sviluppa 225 CV. Questa versione dispone anche di un cambio manuale a 6 rapporti e di un differenziale autobloccante Torsen di serie.
Durante il grand meeting SECMA del 2022, è stata presentata la versione restyling della F16 Turbo, con un frontale completamente rimodellato, con un pacchetto aerodinamico integrato e nuove luci a LED.

## Modelli

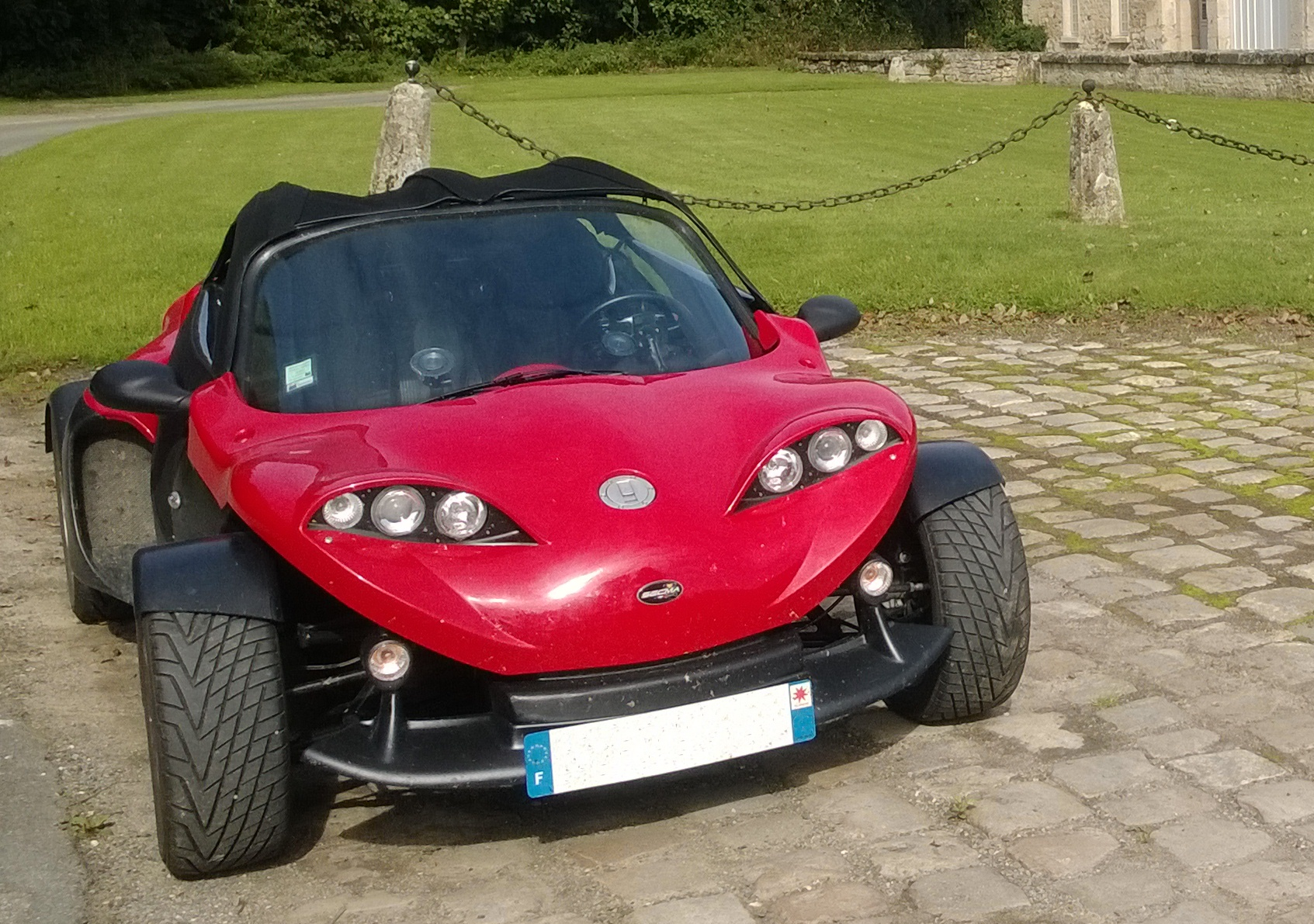
Secma F16

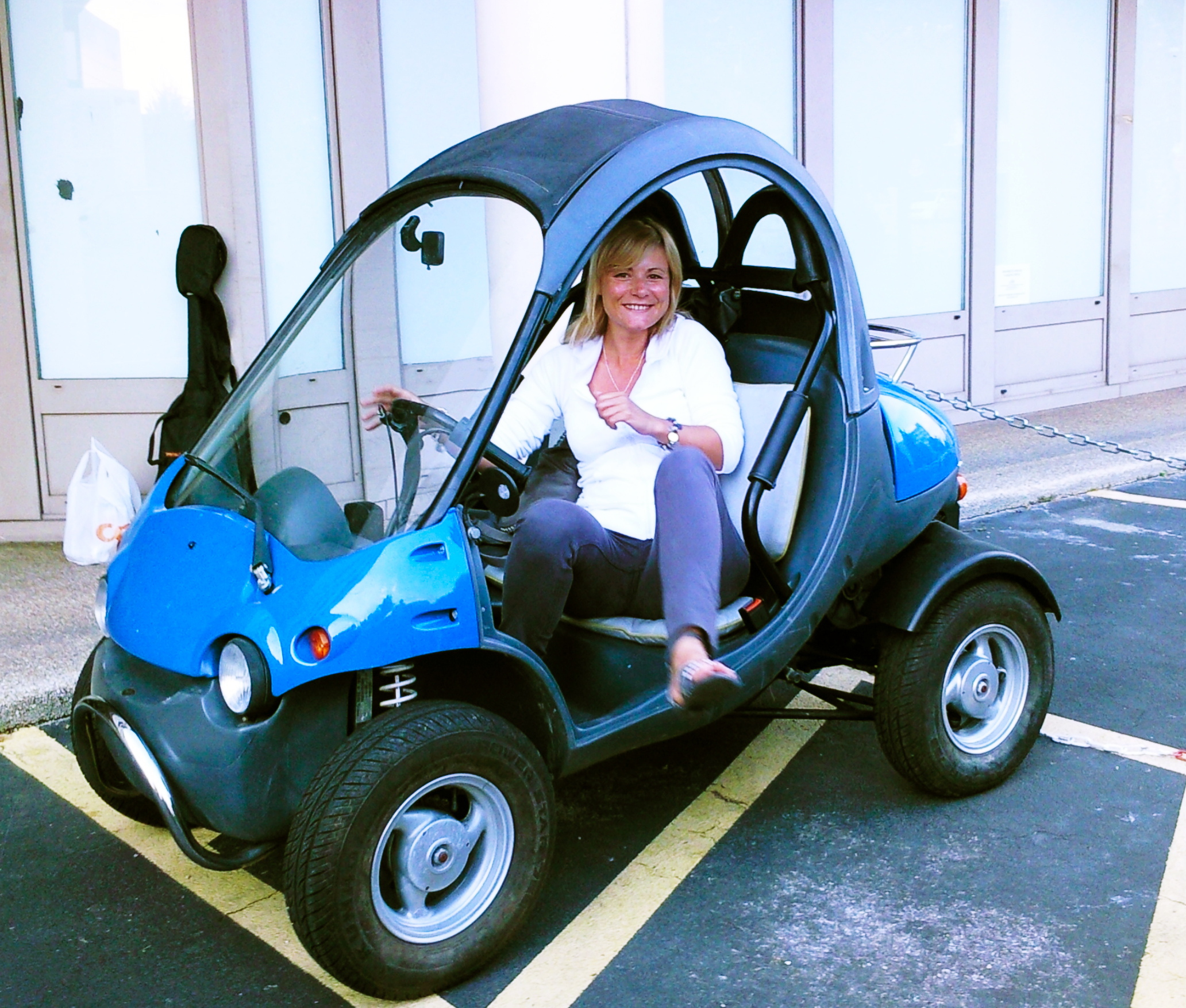
Secma FunTech 340

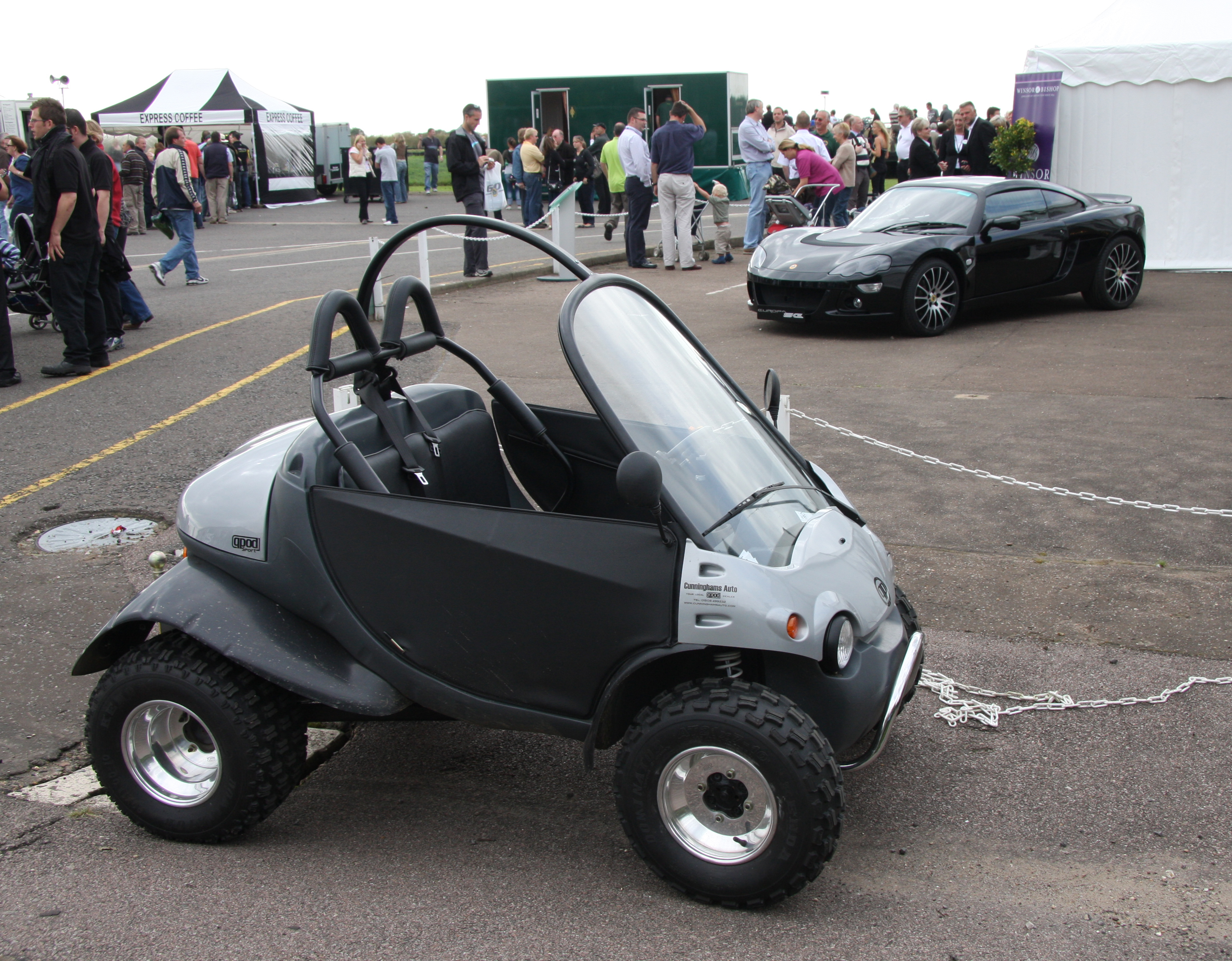
Secma Fun Tech o QPod

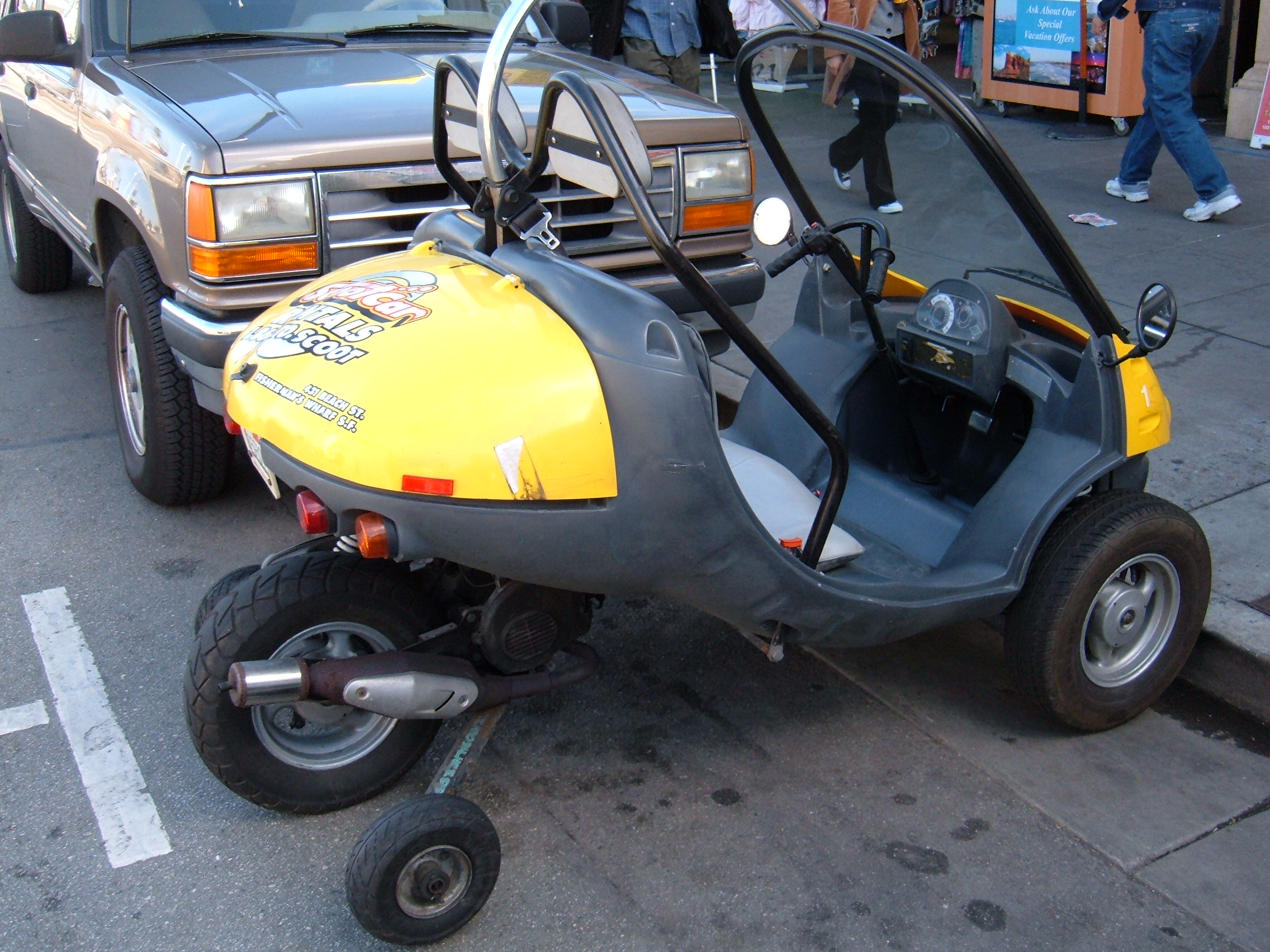
Secma Fun Tech

- 2022 Secma F16 Turbo GT: restyling della F16 Turbo, con un nuovo frontale, un pacchetto aerodinamico integrato e nuove luci a LED.[4]
- 2020 Secma F16 Turbo : motore Peugeot PureTech 225 cv con differenziale autobloccante Torsen di serie.[4]
- 2017 Secma Fun Buggy : buggy basato sulla Secma F16, di fatto una versione "avventurosa" della roadster, con un'altezza da terra di 220 mm e dotata di protezioni off-road.[5]
- 2016 Secma F16 Turbo : roadster biposto del peso di 657 kg, alimentato da un motore turbo a 4 cilindri da 1.598 cc di origine Peugeot che sviluppa 205 CV.
- 2008 Secma F16 : cabriolet a due posti, spinta da un motore Renault 1.598 cm3 a 4 cilindri da 105 CV.[6]
- 2006 Secma Fun Runner : triciclo a due posti alimentato da un motore Peugeot a 4 cilindri di 1.360 cm3.
- Secma Fun Elec : roadster elettrico in 2 versioni: una con motore da 6 kW, disponibile senza patente a partire dai 14 anni, e l'altra con motore da 15 kW, disponibile con patente B e capace di raggiungere una velocità di 80 km/h.[7].
- Secma Fun Extre'm : roadster a due posti alimentato da un motore bicilindrico di 505 cm3.[8]
- Secma F440: roadster biposto senza patente, alimentato da un motore diesel da 440cc.[9]
- Secma Fun Lander : Pick-up biposto, senza patente, con motore diesel da 440 cm3.[10]
- Secma Fun Quad: buggy fuoristrada a due posti con capote apribile, motorizzato con un motore Lombardini da 340 cm3.[11]
- Secma Fun Tech: versione cittadina del Fun Quad, con cerchi più stretti e pneumatici stradali. Chiamato Qpod nel Regno Unito.
- Secma Fun Tech 50: versione da 50 cm3 con 3 ruote + stabilizzatori.
- Secma Fun Buggy: buggy aperto biposto da fuoristrada con motore Lombardini da 340 cm3.

## Motori
I motori diesel e benzina destinati ai modelli classificati come autoveicoli vengono forniti da Peugeot e Renault:
- Motore Peugeot 1.598 cm3 Puretech da 225 CV.
- Motore Peugeot 1.6 Turbo EP6 da 205 CV.
- Motore Renault 1.6 16s K4M da 105 CV.

I motori per le vetture classificate come quadricicli leggeri (guidabili con la patente AM) sono forniti dalla Lombardini Group:
- Motore Lombardini 505 cm3 a benzina per le Fun 500.
- Motore Lombardini 442 cm3 diesel con cambio automatico per Fun Lander e F440 DCI.
- Motore Lombardini 340 cm3 a variatore per Fun Quad e Fun Tech.